# Michèle Battut
Michèle Battut (Parigi, 27 ottobre 1946) è una pittrice e scultrice francese.
Nominata pittrice ufficiale della Marina, Battut vive tra il quattordicesimo distretto di Parigi e Nogent-le-Roi.

## Biografia

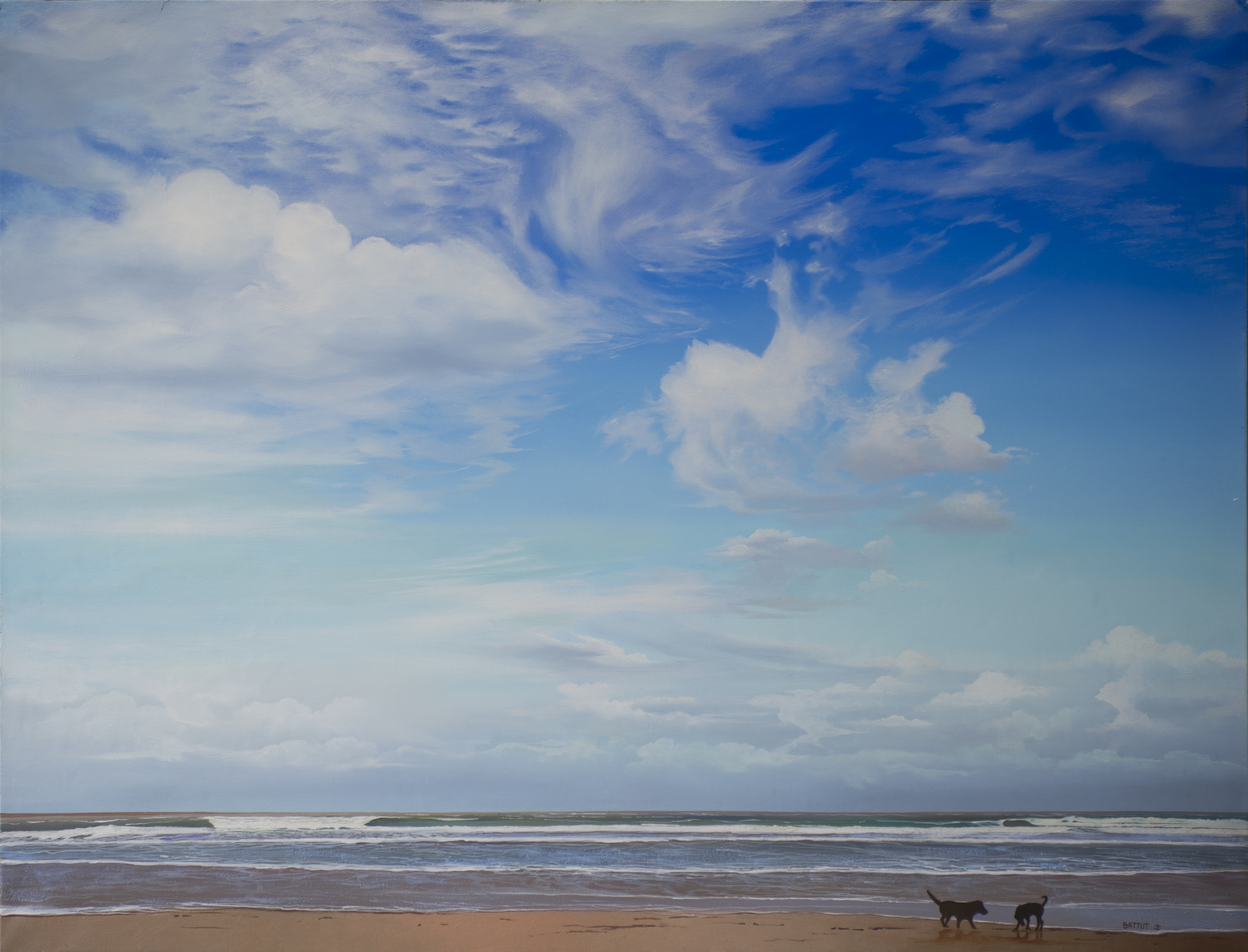
Le Touquet, olio su tela, 50 x 65 cm, localizzazione sconosciuta

Michèle Battut nata il 27 ottobre 1946 nell'undicesimo distretto di Parigi dal matrimonio di Germaine Cabourdin (« una madre molto letteraria » dirà lei) con l'architetto Jean-Frédéric Battut (morto nel 1980), è allieva di Paul Bigot e Auguste Perret, il cui nome viene ancora citato, con quelli di Marc Brillaud de Laujardière, Le Corbusier, Maurice Novarina e Auguste Perret, tra i ricostruttori di uno spazio urbano distrutto dalla Seconda Guerra mondiale: essa si dedica insieme, al socio Robert Warnesson, nel 1950, ai danni della guerra della regione del Ternois; vengono considerati suoi lavori anche la chiesa di Saint-Germain de Siracourt, la chiesa di Saint-Henri de Libercourt, la chiesa di Saint-Vaast de Frévent, la chiesa Notre-Dame du Mont-Carmel d'Éclimeux, la chiesa Saint-Paul e l'hotel della città di Saint-Pol-sur-Ternoise, ed infine l'ospedale di Arras.
Dopo aver vissuto « un'infanzia felice », successivamente nei villaggi di Roëllecourt e di Gauchin-Verloingt, Michèle Battut svolge i suoi studi primari e secondari nel Pas-de-Calais, poi al Liceo Fénelon di Parigi. Durante l'adolescenza dedica il suo tempo libero alla pittura, ricevendo anche un primo premio per delle composizioni decorative a Saint-Pol-sur-Ternoise e organizza le sue prime esposizioni ad Arras e al Touquet nel 1962. Michèle Battut entra, nel 1963, all'Accademia della Grande Chaumière nell'atelier di Jean Aujame, frequentando contemporaneamente i corsi di arte drammatica di René Simon (essa diventa pertanto l'interprete di diversi cortometraggi come On a kidnappé Papa di Jean-Marie Isnard con il suo collega Georges Aubert nel 1963 oppure Blaise di Albert Magnier nel 1964), poi, nel 1964, all'École nationale supérieure des beaux-arts nell'atelier di Roger Chapelain-Midy.
Michèle Battut ottiene il diploma di arti figurative nel 1969 e, nel 1970, mentre diventa un'artista permanente della galleria Artcurial a Parigi, (dove Frédéric Mégret rileva già nel Le Figaro littéraire che « la jeune fille ne saurait taire le goût qu'elle éprouve pour un Paul Delvaux et un Balthus, pour certaines situations de René Magritte et qu'avec elle l'objet s'installe dans la toile comme un piège à images ».), il premio della Casa de Velázquez, che le è stato attribuito dalla città di Parigi, le vale il soggiorno per un anno a Madrid. Michèle Battut diventa socia nel 1972 del Salon d'automne, nel 1973 del Salon des artistes français; essa ne diventerà la presidentessa della sezione di pittura nel 1985.
Così Michèle Battut prende parte al suo lungo ciclo di viaggi che ispirerà profondamente la sua opera, partendo dal 1966 con Palma di Maiorca, il Marocco e la Grecia per poi continuare con gli Stati Uniti e il Canada (1967), l'Italia, la Tunisia e la Romania (1968), il Giappone (1970), la Thailandia (1970, 1981), l'India (1972, 1973), il Camerun (1972), il Perù, l'Ecuador e le Isole Galápagos (1973), Saint-Pierre-et-Miquelon (1975), il Kenya (1977). Si conoscono anche, per la sua pittura e per qualche scritto autobiografico, dei soggiorni in Islanda, in Africa occidentale, nel Medio Oriente, in Cina e soprattutto, legati alle numerose esposizioni che le sono state dedicate a Tokyo e a Osaka, dei ritorni periodici in Giappone. Michèle Battut, analizza Jean-Pierre Chopin, « sait traduire l'exotisme de ces pays de rêve, où règnent la lagune et la chaleur sans ombre, avec l'œil insolite d'un géomètre. C'est au cœur de cette sieste métaphysique qu'un vieil abri, une barque, une chaise esseulée, un livre oublié, une bicyclette abandonnée, un graffiti, retiennent l'humain dans une présence absente. La fluidité de ses horizons contraste merveilleusement avec l'opacité de ses murs d'argile et de pierres où transpire l'histoire de l'homme ».
Nel suo approcciarsi all'opera, sostituendo al concetto di paesaggio quello di « un univers sublimé appartenant à l'imaginaire de l'artiste », Patrice de La Perrière percepisce che « la finesse d'exécution figurative des toiles de Michèle Battut provoque d'une manière paradoxale un sentiment d'intemporalité. La précision du détail et le réalisme mis en avant renforcent les sensations d'irréalité grâce à une complicité puisée dans un réalisme réinventé... Même quand elle prend comme sujet la plage de Punta del Este ou les étendues de la Californie, c'est encore pour en montrer l'aspect de démesure, pour mettre l'accent sur ses géométries excessives, pour en révéler les lignes pures et l'esthétique particulier ».

## Opere

### Contributo bibliografico
- Jean-Paul Sartre, Les Mots, préface de Michel Tournier, illustrations de Michèle Battut, Bibliothèque des chefs-d'œuvre, Éditions Rombaldi, 1979.
- Charles Baudelaire, Le Spleen de Paris, seize lithographies originales de Michèle Battut, Club du Livre, 1988.
- Textes de Paul Ambille, René Huyghe de l'Académie française, Henri Jadoux et Alain Poher, Sacha Guitry, des goûts et des couleurs, dessins de Paul Ambille, lithographies originales de Jean-Pierre Alaux, Michèle Battut, Yves Brayer, Jean Carzou, Michel Jouenne, Monique Journod et Édouard Georges Mac-Avoy, cent trente exemplaires numérotés, Éditions Pierre de Tartas, 1989.
- Ouvrage collectif (quatre vingt-huit textes par Boutros Boutros-Ghali, Jacques Chirac, Jacques-Yves Cousteau, François Mitterrand, Mère Teresa, Léopold Sédar Senghor, Reine Noor de Jordanie, Prince consort Henri de Danemark, Barbara Hendricks, Shimon Peres, Yasser Arafat, Iannis Xenakis, Alexandre Zinoviev…), Le livre international de la paix, lithographies originales de Françoise Adnet, Paul Ambille, Michèle Battut, Pierre Boudet, Hans Erni, Monique Journod, Michel Jouenne…, trois cents exemplaires numérotés, Éditions Pierre et Philippe de Tartas, 1994.

### Varia
- Étiquette du vin Monsoon Valley pour Chaleo Yoovidhya, Bangkok, 2002.

## Esposizioni

### Personali
- Musée des beaux-arts d'Arras, 1965.
- Galerie Laurenzi, Kitzbühel, 1967.
- Galerie Morel, Arras, 1969.
- Galerie Walter Zehnder, Lens, 1970.
- Galerie Sybil Welch, rue de Grenelle, Paris, octobre-novembre 1970[9].
- Orangerie du Sénat, Paris, 1973[8].
- Salons Concorde, aéroport Charles-de-Gaulle, Roissy-en-France, 1976.
- Galerie Artcurial, Paris, 1976, 1977.
- Palais Palfy, Vienne (Autriche), 1977.
- Galerie Chantelpierre, Genève, 1977.
- Galerie Artcurial, Charleville-Mézières, 1977, 1979.
- Galerie Le Sagittaire, Genève, 1977.
- Musée de Troyes, 1977.
- Galerie de Guyancourt, 1979.
- Galerie Le Sagittaire, Annecy, 1979.
- New Delhi, 1982.
- Galerie Christiane Vallée, Clermont-Ferrand, 1982.
- Musée des beaux-arts de Saint-Pol-sur-Ternoise, 1982.
- Galerie Lorenz Vernin, Paris, 1982.
- Galerie Philips, Palm Beach (Floride), 1982.
- Hôtel Ivoire, Abidjan, 1982.
- Galerie Terre des Arts, Paris, 1982, 1986, 1988.
- Wally Findley Gallery, Chicago, 1982, 1983.
- Michèle Battut - L'Inde, Wally Findley Gallery, Paris, 1983.
- Musée de Saint-Pol-sur-Ternoise, 1984.
- Galerie Lorenz Vernin, Paris, 1985.
- Château du Croc, Orléans, 1987, 1990.
- Chetkin Gallery, Red Bank (New Jersey), 1988, 1990, 1992, 1994.
- Galerie Aletheia, Lille, 1989, 1992.
- Centre culturel algérien, Paris, 1990[8].
- Galerie Nettis, Le Touquet, 1990[11].
- Galerie Saint-Hubert, Lyon, 1990.
- Galerie Colette Dubois, Paris, 1991[8], 1994, 1995.
- Manoir de Mad, Metz, 1992.
- Galerie Inard, Toulouse, 1992.
- Fondation Taylor, Paris, 1992.
- Société générale (tour Montparnasse et porte Maillot, 1993.
- Manoir de Vacheresses-les-Basses, Nogent-le-Roi, 1994, février 2015.
- Galerie Tosaka, Tokyo, Osaka, 1996, 1997, mars 1999, avril-mai 2000, septembre 2000, mars 2001, septembre 2001, mars 2002, mars 2003, mars 2004, septembre 2007.
- Galerie Tosaka, Paris, décembre 1998 - janvier 1999, octobre-novembre 1999.
- Château de Montigny-le-Gannelon, avril-septembre 2001.
- Abbaye de Loudun, mai 2002.
- Maison François, Aubigny-sur-Nère, avril 2005.
- Galerie Tosaka, Tokyo, Sendaï, Osaka, Hiroshima, septembre 2002, septembre 2003, septembre 2004.
- Galerie Hugues Penot, La Baule, août 2005.
- Michèle Battut - Retour de Corée, Brie-Comte-Robert, 2005.
- Galerie Art Brillant, Tokyo, Osaka, Hiroshima, septembre 2005, septembre 2006, avril-mai 2012, mai 2013, mai 2014, mai 2015.
- Lithographies de Michèle Battut, musée de Bourbonne-les-Bains, mai-août 2007.
- Espace culturel Martial-Taugourdeau, Bonneval (Eure-et-Loir), juin-septembre 2007[12].
- Michèle Battut - Voyages, chapelle Saint-Gilles, Courville-sur-Eure, mai-juin 2009.
- Sarrelouis, février 2012[13], décembre 2017.
- Michèle Battut - Voyages, galerie du Luxembourg, Paris, mars 2013.
- Hôtel Dusti Ani, Abu Dhabi, janvier 2015
- Librairie L'Esperluète, Chartres, janvier-février 2015[14].
- Primax Galleries, Tokyo, avril-mai 2015, avril-mai 2016, mai 2017, 2018.
- Centre culturel de Charenton-le-Pont, 2016.
- Chetkin Gallery, New York (artiste permanente), 2016.
- Galerie Vagues à l'art, La Baule (artiste permanente), 2017.
- Orangerie du palais du Luxembourg, août 2017.
- Château de Nogent-le-Roi, juillet-septembre 2018.

### Collettive

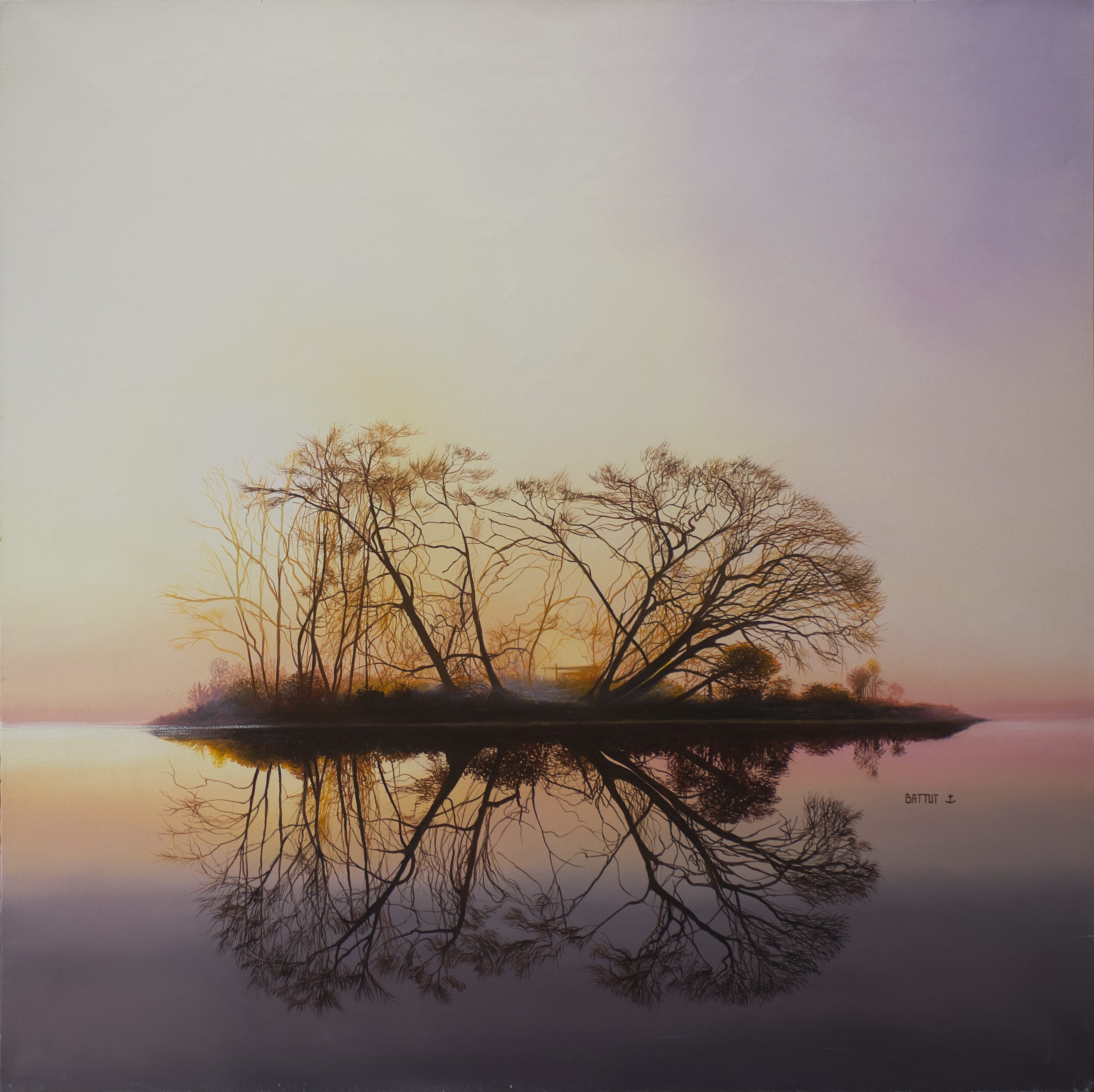
Une île, huile sur toile, 10x100cm

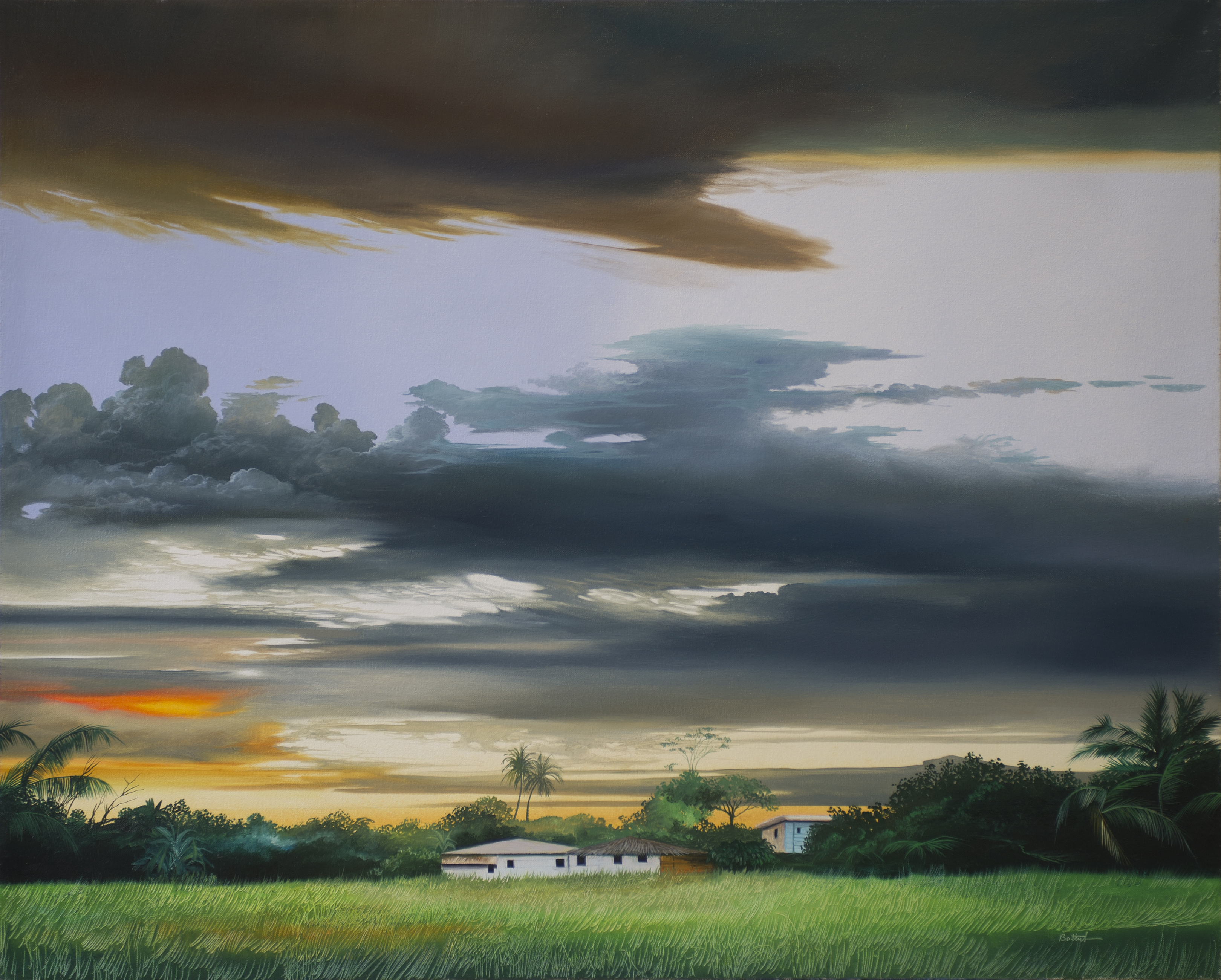
La maison de Tikal, Mexique, huile sur toile, 81x100cm

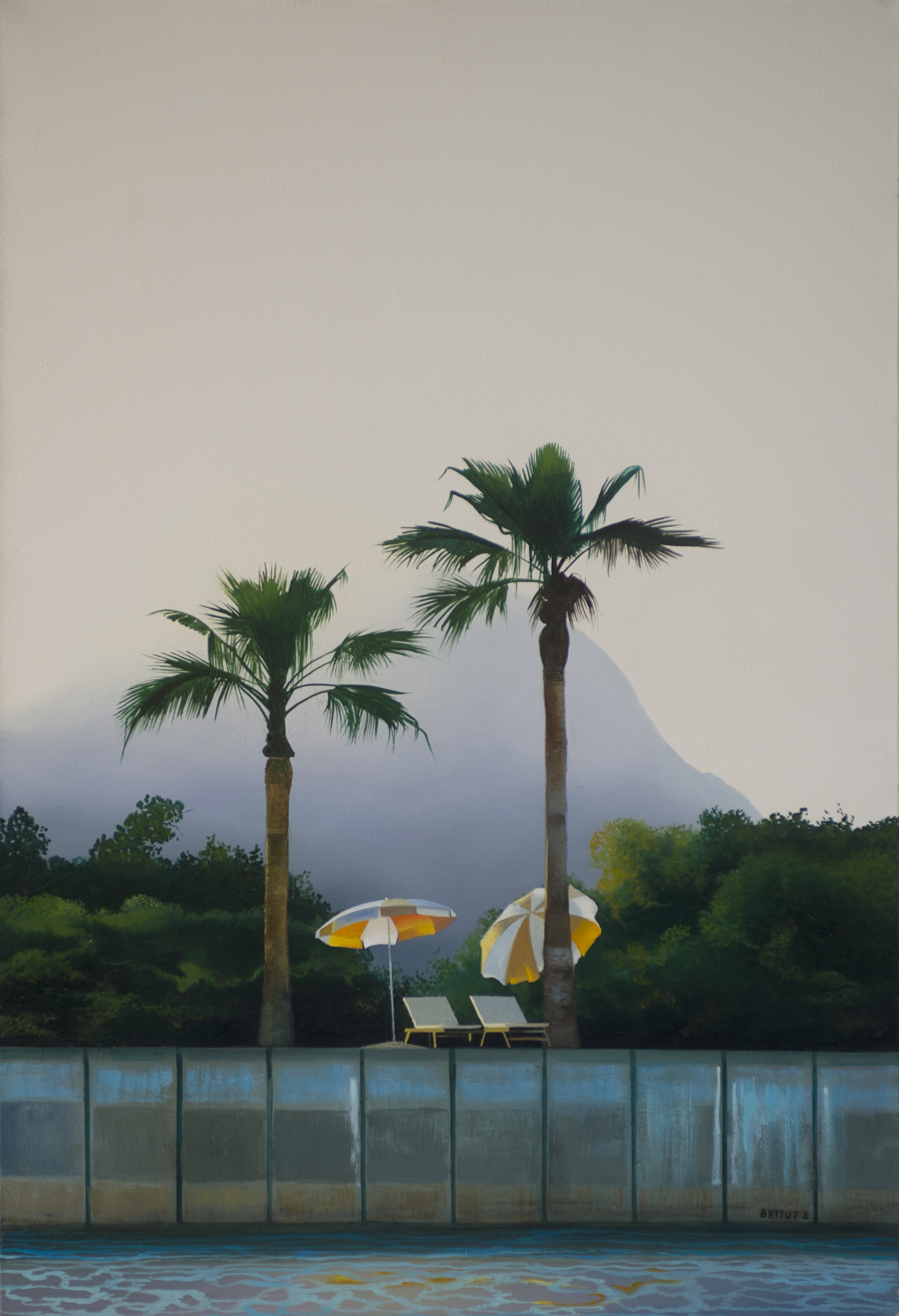
Mousson en Corée du Sud, huile sur toile, 65x46cm

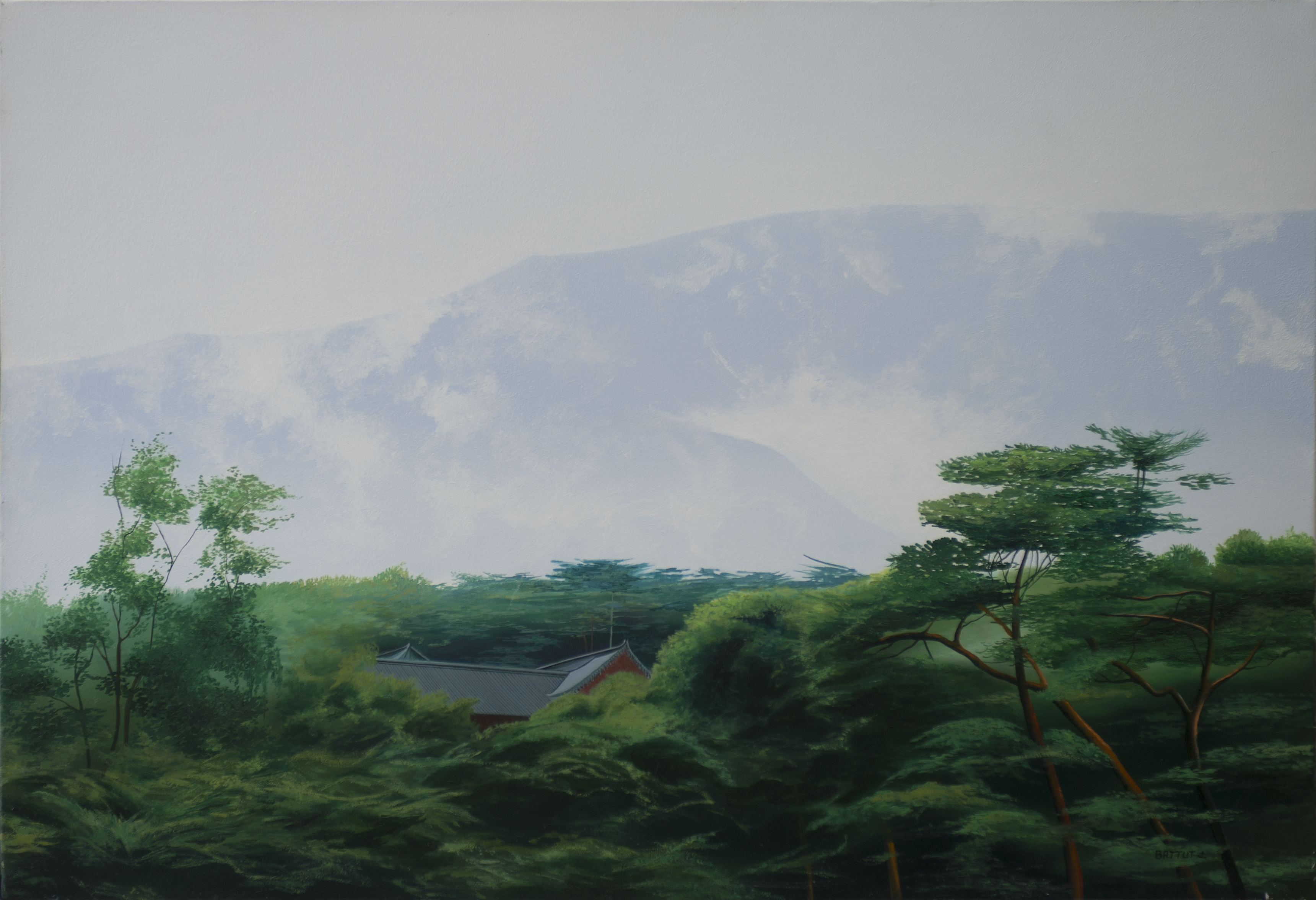
Mystère végétal, huile sur toile, 46x65cm

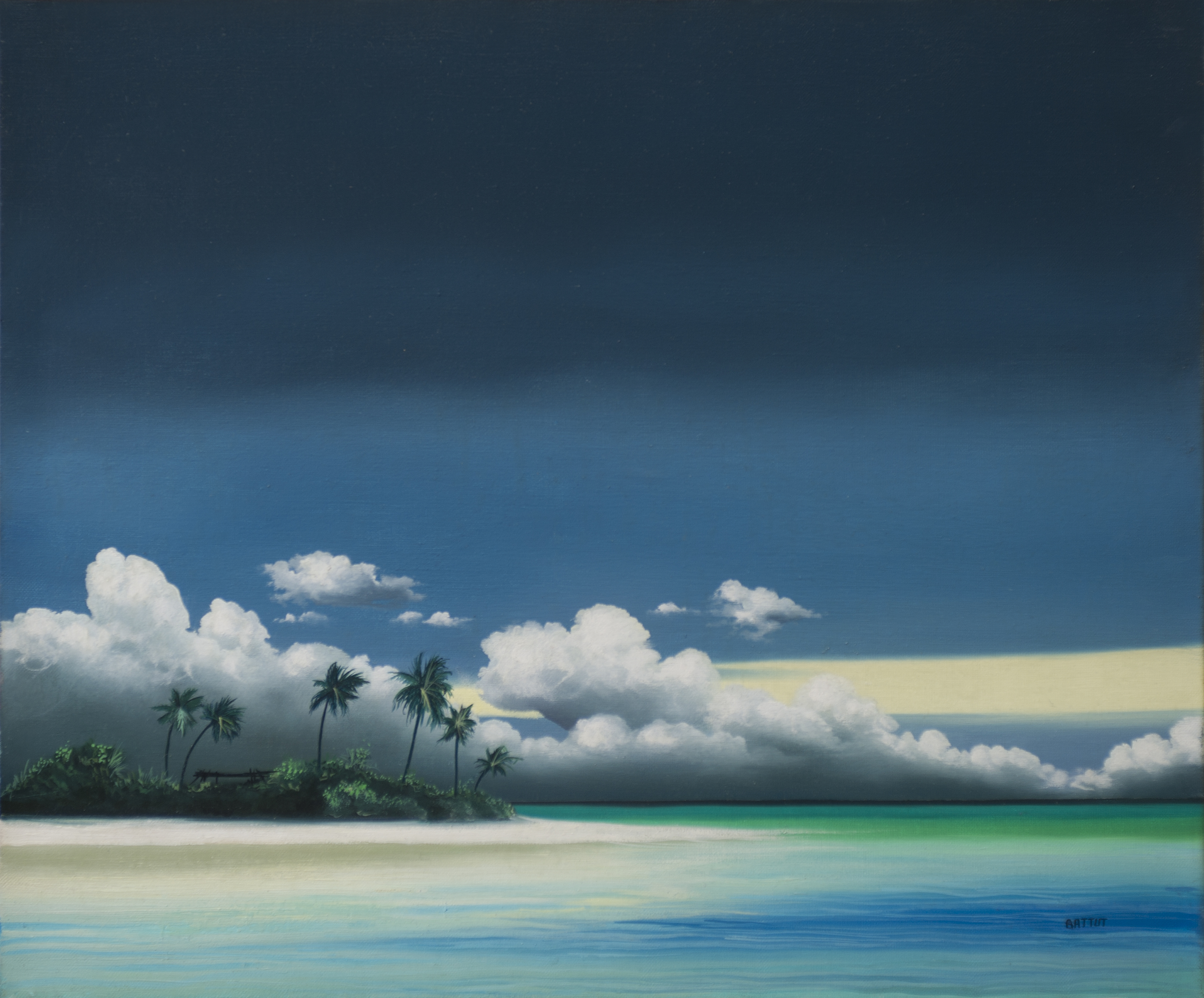
Une île de rêve, huile sur toile, 100x100cm

- Salon des artistes français, Grand Palais, Paris, participation régulière dont médaille d'argent en 1968, hommage personnel (salle d'honneur du Grand Palais) en 1987.
- Salon de Versailles, 1970.
- Salon d'automne, Paris, à partir de 1971[15].
- Salon des femmes peintres, Paris, 1973.
- Meubles-tableaux, Centre Georges-Pompidou, Paris, 1977.
- Salon Comparaisons, 1982, 1985, 2007, 2009, 2012, 2013.
- Salon de Montrouge, 1982, 1985.
- Arts en Yvelines - Douze paysages des Yvelines: Paul Ambille, Michèle Battut, Jacques Bouyssou, Alfred Defossez, Viko..., Orangerie du château de Versailles, septembre-octobre 1982.
- Musée Pouchkine, Moscou, 1986.
- Galerie 26, Abidjan et Fort-de-France, 1987.
- Art Expo, New York, 1987.
- Cercle Saint-Léonard, Saint-Léonard-de-Noblat, 1988.
- Société nationale d'horticulture de France, Vacheresse, 1988.
- Salon de Monte-Carlo, 1988.
- Paris, de Lutèce à la Grande Arche, Mairie du 10e arrondissement de Paris, 1991.
- Salon de Coye-la-Forêt, Michel Battut invitée d'honneur, 1991.
- De Bonnard à Baselitz, dix ans d'enrichissements du cabinet des estampes, BNF, Paris, 1992[16].
- Galerie Francis Barlier, Nouméa, Libreville, 1992.
- Salon de Châteauneuf-en-Thymerais, Michèle Battut invitée d'honneur, 1992, 1994.
- Salon de Cholet, Michèle Battut invitée d'honneur, 1992.
- Salon des petits formats, Michèle Battut invitée d'honneur, Paris, 1992.
- Salon des amis des arts, Agen, Michèle Battut invitée d'honneur, 1992.
- Biennale d'Arras, 1993.
- Foire de Paris, 1993.
- Salon de Chouzy-sur-Cisse, Michèle Battut invitée d'honneur, 1994.
- Salon Maurep'Art, Michèle Battut, invitée d'honneur, 1995.
- Salon de Saint-Lubin-des-Joncherets, Michèle Battut invitée d'honneur, 1995.
- Salon d'Yébleron, Michèle Battut invitée d'honneur, 1995.
- Salon de La Grande Motte, 1996.
- L'art en Sologne, Michèle Battut invitée d'honneur, château d'Aubigny-sur-Nere, 1997.
- Salon artistique de Maintenon, 1997.
- Cente culturel Aragon, Saint-Florent-sur-Cher, Michèle Battut invitée d'honneur, 1999.
- Château de Blois, Michèle Battut invitée d'honneur, 2000.
- Salon de Saint-Pol-sur-Ternoise, Michèle Battut invitée d'honneur, 2002.
- 7e Biennale de la peinture de Nevers, 2003-2004.
- Salon de Montlignon, Michèle Battut invitée d'honneur, janvier 2005.
- Salon de la Société des beaux-arts de Béziers, Michèle Battut invitée d'honneur, avril 2005.
- Salon de Saint-Pryve-Saint-Mesmin, Michèle Battut invitée d'honneur, mai 2005.
- Maison de François Ier, Aubigny-sur-Nere, Michèle Battut invitée d'honneur, mai 2005.
- Festival de peinture de Magné (Deux-Sèvres), Michèle Battut invitée d'honneur, juillet 2005.
- 11e Rencontre d'art contemporain de Calvi, sous le parrainage de Cyrielle Clair, Calvi, juin-septembre 2006.
- Remp-Arts, Langres, Michèle Battut invitée d'honneur, 2007.
- Salon de Lives, Le Mée-sur-Seine, Michèle Battut invitée d'honneur, octobre 2007.
- Saison française - Exposition des peintres de la Marine organisée par l'Ambassade de France, Marina Mall, Abou Dabi, 2009.
- Salon Île de France, Michèle Battut invitée d'honneur, Bourg-la-Reine, 2009.
- Salon du S.I.R.P.A., Paris, 2010.
- Salon de Pontoise, 2010, 2011, 2015, 2016, 2017.
- Salon de Rosny-sous-Bois, 2010, 2011, 2015, 2016, 2017.
- Willians Raynaud, Michèle Battut et Gaston Bogaert, galerie Fardel, Le Touquet, décembre 2010.
- Les peintres de la Marine - Le regard tourné vers la mer, chapelle Saint-Elme, Villefranche-sur-Mer, juin-août 2011.
- Les peintres de la Marine, Grenier à sel, Honfleur, juillet août 2011.
- Salon Art Expo, Espace Daniel-Salvi, Ballancourt-sur-Essonne, novembre 2011 (Michèle Battut, invitée d'honneur), novembre 2014, 2016, 2017.
- Les Peintres de la Marine, musée de la mer, Paimpol, 2012[17].
- Salon de l'AYAC, Yvetot, Michèle Battut et Jurga Martin invitées d'honneur, octobre 2012[18].
- 20e Salon national d'art de Franconville, Michèle Battut invitée d'honneur, 2013.
- Peintres officiels de la Marine, château de l'Hermine, Vannes, juillet-août 2013[19].
- Exposition-anniversaire du cinquantième traité de l'Élysée: Michèle Battut, Édouard Goerg, André Hambourg, Michel Henry, Bernardino Toppi, Espace culturel, Berlin, novembre 2013.
- Salon de la Marine, musée national de la marine, Paris, mars-avril 2014, 2016.
- Peintres officiels de la Marine, Michèle Battut invitée d'honneur, chapelle du collège Diderot Langres, avril-mai 2014.
- Dix artistes peintres de la Marine, Espace Rex, Le Pouliguen, août 2014.
- Les Peintres de la Marine, Crozon, cap Sizun, Île Longue, Paris (hôtel de la Marine et Val de Grâce), 2015, 2016.
- Salon Violet, hôtel Forest Hill, Paris, juin 2015, 2016, 2017.
- Les peintres officiels de la Marine - Présentation des œuvres réalisées lors de l'escale à Roscoff de mai 2015, Abri du canot de sauvetage, Roscoff, juillet-août 2015.
- Arts en lieux, autres choses, Royère-de-Vassivière, 2015.
- Salon de Coye-la-Forêt, 2015.
- Imagine... Venise, centre culturel Wladimir-d'Ormesson, Ormesson-sur-Marne, octobre 2015.
- Salon international de la peinture de Vittel, 2016.
- Salon des arts de Colombes, 2016.
- Salon de Taverny, 2016, 2017.
- Paysages intérieurs, espace Art et Liberté, Charenton-le-Pont, septembre-octobre 2016.
- Michèle Battut, Jacques Coquillay, Christoff Debusschere, Claude Fauchère, Michel King, manoir de Villedoin, Velles (Indre), octobre 2016.
- Salon d'automne international de Lunéville, espace culturel Erckmann, Lunéville, octobre 2016, 2017.
- Salon de Mennecy, 2017.
- Salon de la peinture à l'eau, Grand Palais, Paris, 2017.
- Salon d'arts plastiques de l'Association des artistes châtillonnais, espace Maison Blanche, Châtillon (Hauts-de-Seine), octobre 2017.
- Sept peintres officiels de la Marine en escale à Sète - Michèle Battut, Michel Bez, Christoff Debusschere, Marie Détrée, Jean Lemonnier, Jacques Rohaut, Anne Smith, Dock Sud, Sète, mars-avril 2018[20].

## Accettazione critica
- - Roger Chapelain-Midy[21]
- - Jean-Paul Sartre, 1979[21]
- - Indira Gandhi, août 1982[21]
- - Irène Frain[21]
- - Gérald Schurr[22]
- - Dictionnaire Bénézit.
- - Alix Saint-Martin[23]
- - Jean-Pierre Chopin[21]
- - Philippe Lejeune[24]

## Premi e riconoscimenti

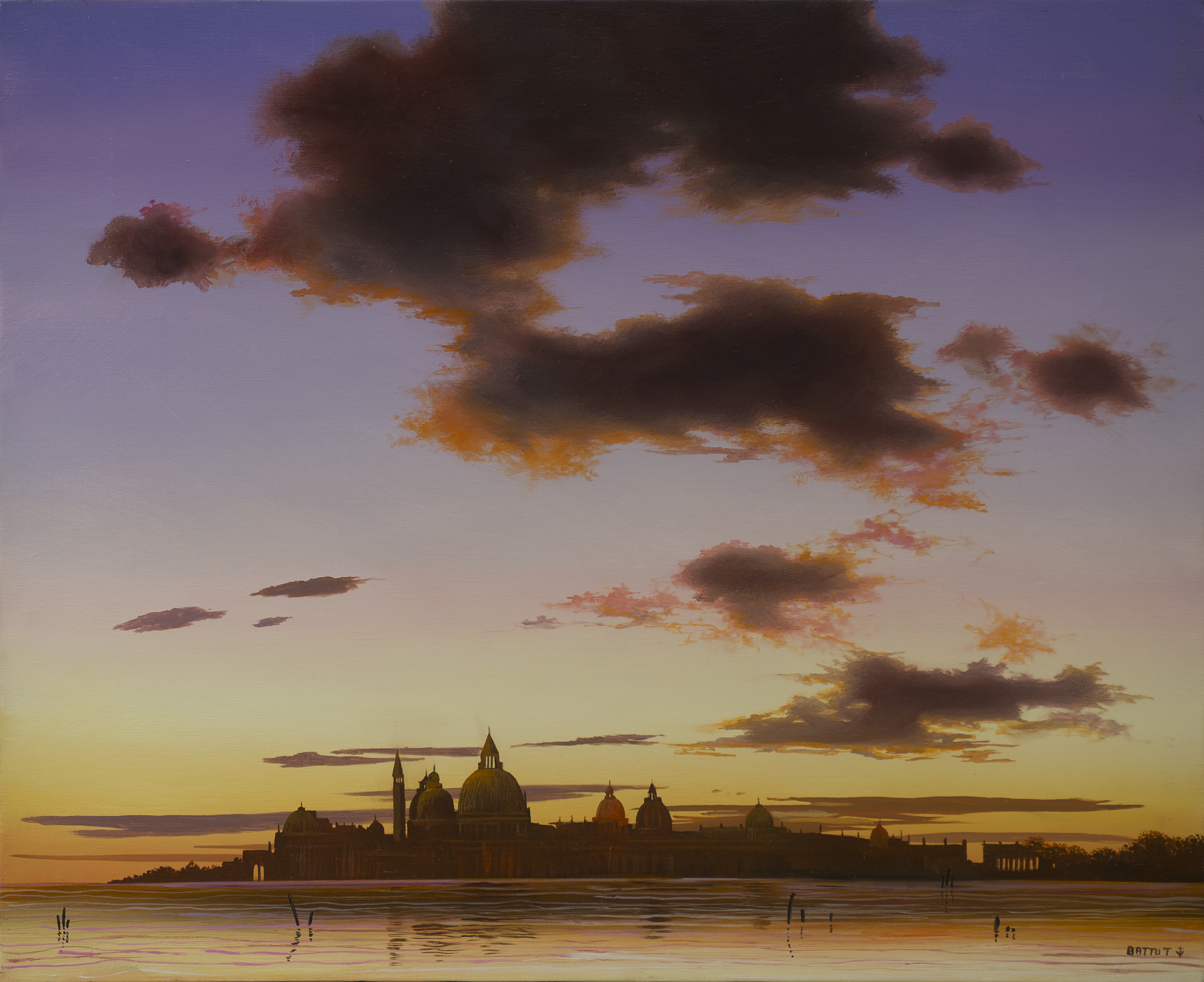
Venise le soir, huile sur toile, 46x55cm

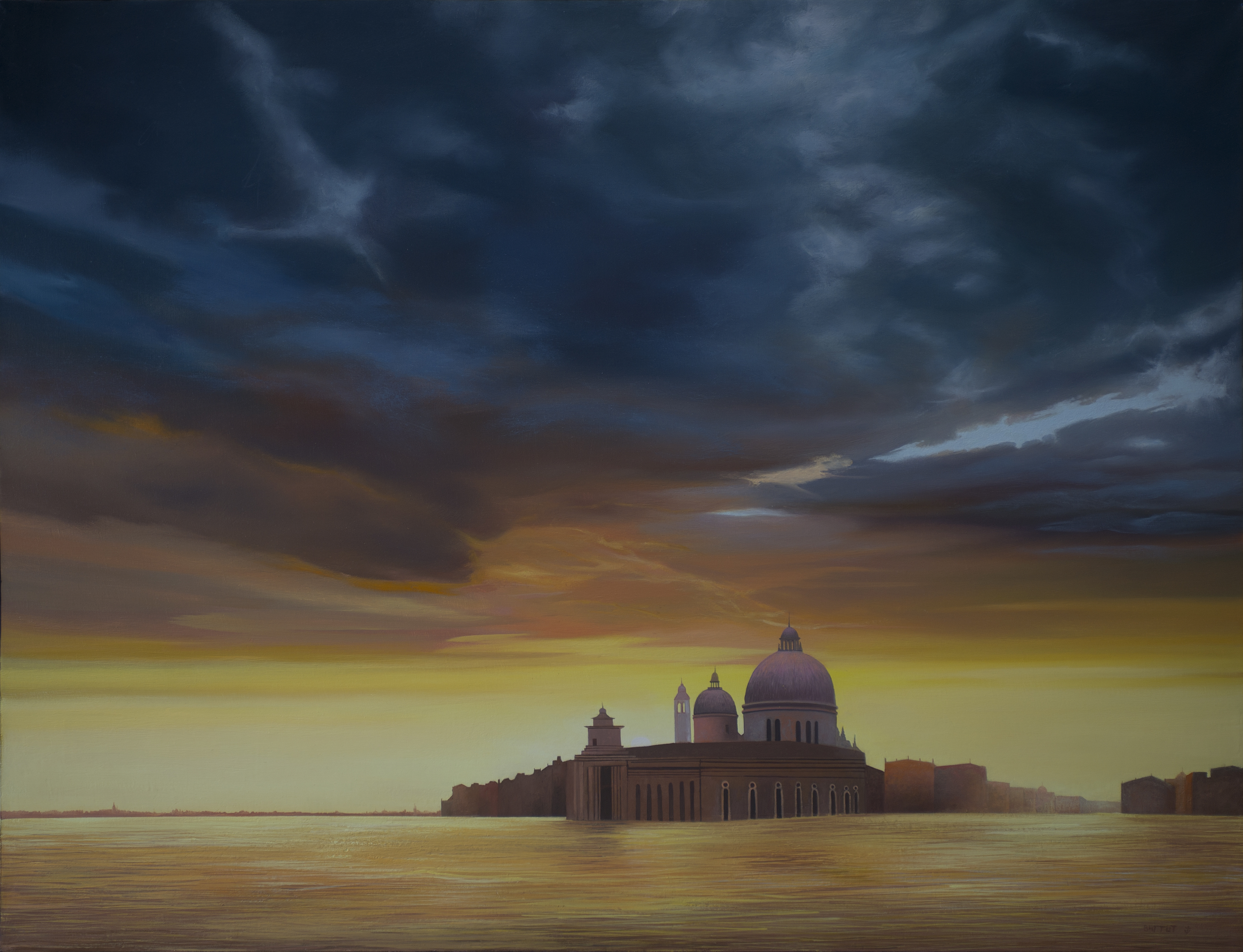
Venise, huile sur toile, 89x116cm

- Prix des jeunes du Salon de Versailles, 1970.
- Prix de la Casa Velasquez, 1970.
- Prix des jeunes, Salon des femmes peintres, 1973.
- Prix Saint-Pierre-et-Miquelon, Société internationale des beaux-arts, 1975.
- Prix Rocheron, 1975.
- Prix de la Jeune Peinture, Salons d'automne 1975 et 1977.
- Grand Prix du Salon des artistes français, 1977.
- Prix de la peinture de la ville de Touques.
- Prix de la Guadeloupe, 1978.
- Prix « Rose d'or » des Rosati d'Arras, 1979.
- Prix de la Coopération de la Société internationale des beaux-arts, 1980.
- Prix Antral, 1982.
- Prix Taylor, 1982.
- Prix Roy, 1982.
- Prix Paul-Chabas 1983.
- Prix Fould Stubey (Institut de France), 1982, 1985.
- Médaille d'honneur de Salon des artistes français, 1986.
- Prix Table Ronde, 1986.
- Prix Lions-Club, 1987.
- Grand prix de Monaco, 1988.
- Premier grand prix de France des arts plastiques, 1988.
- Prix de la Société des bains de mer, Monte-Carlo, 1988.
- Grand prix de la ville d'Agen, 1988.
- Mérite et Dévouement français, médaille d'argent en 1994, médaille de vermeil en 1996, croix de vermeil en 2001.
- Prix franco-américain de la Société internationale des beaux-arts, 1996.
- Prix de la Critique, 1996.
- Diplôme d'honneur de la Société nationale des beaux-arts, 2002.
- Peintre officiel de la Marine, 2003[25] · [26]

## Collezioni pubbliche
In Canada
- Collezione cittadina di Ottawa.

Negli Stati Uniti
- Art Institute of Chicago.

In Francia
- Arras: Musée des beaux-arts.
- Parigi:
  - Département des estampes et de la photographie de la Bibliothèque nationale de France: litografie, tra cui Les quatre saisons, Éditions Terre des Arts, 1974[16].
  - Fonds national d'art contemporain.
  - Musée national de la marine: Le Triomphant (S616) en cale sèche, olio su tela
- Saint-Pol-sur-Ternoise: Musée d'art et d'histoire Bruno-Danvin.

## Collezioni private
- Prince de Monaco[21].
- Mohammad Reza Pahlavi[21].
- Indira Gandhi[21].